# زی کلانگا
زی کلانگا (انگلیسی: Zé Kalanga؛ زادهٔ ۱۲ اوت ۱۹۸۳) یک بازیکن فوتبال اهل آنگولا است.